# Солоницевский поселковый совет
Солони́цевский поселко́вый сове́т — входил до 2020 года в состав Дергачёвского района Харьковской области Украины.
Административный центр поселкового совета находился в пгт Солоницевка.

## История
- До ВОВ Синолицевка относилась к соседнему Гавриловскому сельсовету, который существовал до 1976 года.[2]
- 1939 — по версии сайта Верховной Рады, дата образования Синолицевского поселкового Совета депутатов трудящихся в составе Деркачёвского района Харьковской области Украинской Советской Советской Социалистической Республики — одновременно с присвоением Синолицевке статуса посёлок городского типа (пгт).
- В августе 1943 года на территории поссовета шли ожесточённые бои за освобождение от нацистской оккупации: РККА наступала с севера.
- Согласно постановлению от 06.09.2012 года № 5215-VI, 28 гектаров земли Солоницевского совета были присоединены к городу Харькову.[3]
- До 2020 — дата реформирования в Солоницевскую территориальную поселковую общину (укр. громаду).
- После 17 июля 2020 года в рамках административно-территориальной реформы по новому делению Харьковской области[4][5] Дергачёвский район Харьковской области был ликвидирован; входящие в него населённые пункты и его территории присоединены к Харьковскому району области.
- Солоницевский поссовет просуществовал 80 лет.

## Адрес поссовета
- 62370, Харковская область, Дергачёвский р-н, пгт. Солоницевка, ул. Красноармейская, 6.

## Населённые пункты совета
- пгт Солони́цевка
- село Куряжа́нка
- посёлок По́дворки
- село Сиряки́

### Ликвидированные населённые пункты
- село Басы́
- пгт Гаври́ловка
- село Черво́ное

### Поселковый голова
Головой Солоницевского поселкового совета является Шабатько Василий Иванович.

### Депутатский корпус VI созыва
Депутатский корпус Солоницевского поселкового совета состоял из 35-ти депутатов (2013 год); одна должность депутата поселкового совета была вакантной.

## Экономика
На территории поселкового совета расположены крупные и мелкие промышленные предприятия, а также их подразделения: 
- Харьковская ТЭЦ-5,
- Харьковская бисквитная фабрика,
- завод «Акваизол»,
- мебельная фабрика «Кроно-Украина»,
- Дергачёвский мясокомбинат «Первая столица»,
- завод «Арго»

и другие предприятия.

## Достопримечательности
- август 1943 — Высота маршала Конева.